# Anomoporia
Anomoporia Pouzar (sprzążkownica) – rodzaj grzybów z rodziny Amylocorticiaceae.

## Charakterystyka
Grzyby kortycjoidalne o owocniku jednorocznym, dość luźno przyczepionym, o konsystencji od miękkiej do kruchej. Brzeg bez ryzomorfów. Powierzchnia gładka, poroidalna, pory o kształcie od okrągłego do kanciastego, białawe, żółte lub różowawe. System strzępkowy monomityczny, strzępki generatywne ze sprzążkami, cienkościenne lub grubościenne, inkrustowane lub gładkie. Cystyd brak. Podstawki maczugowate z 4-sterygmami i sprzążką bazalną. Bazydiospory zwykle elipsoidalne lub prawie kuliste, gładkie, cienkościenne i amyloidalne. Są grzybami saprotroficznymi występującymi na martwym drewnie drzew liściastych i iglastych. Powodują brunatną zgniliznę drewna.
Anomoporia jest blisko spokrewniona morfologicznie i filogenetycznie z Amylocorticium, od którego różni się poroidalnym hymenoforem

## Systematyka i nazewnictwo
Pozycja w klasyfikacji: Amylocorticiaceae, Amylocorticiales, Incertae sedis, Agaricomycetes, Agaricomycotina, Basidiomycota, Fungi (według Index Fungorum).
Takson utworzył Zdeněk Pouzar w 1966 r. Polską nazwę podał Stanisław Domański w 1965 r..
Gatunki występujące w Polsce:
- Anomoporia bombycina (Fr.) Pouzar 1966 – sprzążkownica jedwabista
- Anomoporia kamtschatica (Parmasto) Bondartseva 1972

Nazwy naukowe na podstawie Index Fungorum. Wykaz gatunków i nazwy polskie według W. Wojewody i innych.